# Thienemanniella tusimufegea
Thienemanniella tusimufegea är en tvåvingeart som beskrevs av Sasa och Suzuki 1999. Thienemanniella tusimufegea ingår i släktet Thienemanniella och familjen fjädermyggor. Inga underarter finns listade i Catalogue of Life.